# Lucas von Heyden

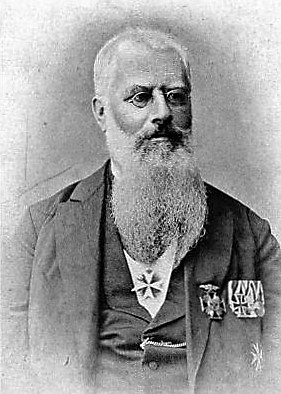
Lucas von Heyden (1908)

Lucas Friedrich Julius Dominikus von Heyden (* 22. Mai 1838 in Frankfurt am Main; † 13. September 1915 ebenda) war ein deutscher Entomologe.

## Leben
Er war der Sohn von Carl von Heyden und kam durch seinen Vater zur Entomologie. Nach dem Gymnasialbesuch in Frankfurt war er Offizier im Frankfurter Infanterie-Bataillon. Er wurde Hauptmann und Kompaniechef; 1884 erhielt er den Charakter eines Majors. Als seine Einheit 1866 aufgelöst wurde, widmete er sich, mit Ausnahme des Feldzugs 1870/71, ganz der Insektenkunde. Er war bei der Senckenbergischen Naturforschenden Gesellschaft Sektionär für Entomologie. Er hatte den Professorentitel.
Er sammelte unter anderem in Spanien, Portugal, Kroatien, Slowenien und Bosnien. 
Neben Käfern befasste er sich besonders mit Netz- und Hautflüglern. Er vollendete das Werk von Max Saalmüller über die Schmetterlinge Madagaskars. Ab 1880 war er Oberleiter der Bekämpfung der Reblaus im Rhein- und Ahrtal.
Seine Sammlung von paläarktischen Käfern kam an das Deutsche Entomologische Institut in Berlin-Dahlem, seine übrige Sammlung und die umfangreiche entomologische Bibliothek an die Senckenbergische Naturforschende Gesellschaft. Im Jahr 1875 wurde von Heyden zum Mitglied der Leopoldina gewählt.
Er gehörte der Frankfurter Patriziervereinigung Zum Frauenstein an.
Er heiratete am 15. Mai 1873 m Freiin Hermine Karoline Marie Therese Wilhelmine Friederike Riedesel zu Eisenbach (* 26. Juni 1845; † 26. Januar 1875), eine Tochter des hessischen Oberst Giesebert Riedesel zu Eisenbach (1813–1885). Das Paar hatte eine Tochter, die jung starb.

## Auszeichnungen
- Eisernes Kreuz (1870), 2. Klasse
- Johanniterorden, Ehrenritter (1877)
- Roter Adlerorden, 4. Klasse (1890), 3. Klasse mit der Schleife (1909)
- Königlicher Kronen-Orden (Preußen), 3. Klasse (1902)

## Schriften
- Entomologische Reise nach Spanien und Portugal. 1870
- Die Käfer von Nassau und Frankfurt am Main. 1877, 2. Auflage 1904
- Catalog der Coleopteren von Sibirien. Deutsche Entomologische Zeitschrift 1880 bis 1881, Nachträge 1893, 1896, 1898
- Coleopteren-Fauna von Tunis und Tripolis. Deutsche Entomologische Zeitschrift 1890
- Colepteren-Fauna von der Sinai-Halbinsel. Deutsche Entomologische Zeitschrift 1899